# Грановский, Семён Абрамович
Семён Абрамович Грано́вский (1908—1999) — советский инженер-конструктор, специалист по гидротурбинам.

## Биография
Родился 5 (18 января) 1908 года в Александрии (ныне Кировоградская область, Украина) в семье Абрама Фроимовича Грановского (1875—1958) и Эсфири (Фиры) Абрамовны Грановской (1881—1953). Окончил без отрыва от производства втуз при ЛМЗ имени И В. Сталина (1935).
В 1924—1930 годах слесарь на районной станции Днепропетровска, чертежник металлургического завода в Сталино, конструктор ленинградского завода «Гипромед», конструктор завода «Марксист».
В 1930—1983 годах работал на ЛМЗ: бригадир, старший инженер (1935), начальник бюро конструкторского отдела водяных турбин, с 1945 — зам. гл. конструктора, с 1978 — зам. начальника СКВ «Гидротурбомаш».
С 1983 года на пенсии.
Умер 10 мая 1999 года в Санкт-Петербурге.

## Научная деятельность
Разрабатывал гидротурбины для Волжских, Братской, Красноярской, Усть-Илимской, Зейской, Токтогульской, Саяно-Шушенской ГЭС, Бхакра-Нангал (Индия), Асуанской (ОАР), Джердап—Железные Ворота (Югославия и Румыния), Табка (Сирия), Капивара (Бразилия) и др.
Кандидат технических наук (1955). Автор пяти изобретений.

### Сочинения
- Конструкции и расчет гидротурбин. Л.: Машиностроение, 1974
- Современное состояние гидротурбостроения за рубежом // Гидротурбостроение, М.: 1955
- Технический уровень гидротурбин и перспективы их развития на ЛМЗ. Л.: 1969
- Конструкции гидротурбин и расчет их деталей. М.-Л.: Машгиз, 1953 (совместно с В. М. Орго и Л. Г. Смоляровым).

## Семья
- жена — Циля Самойловна Грановская (урождённая Шик; 1909—1979)[2][3].
  - сын — Владимир Семёнович Грановский (род. 1941), теплофизик, кандидат технических наук.

## Награды
- Сталинская премия первой степени (1946) — за разработку конструкции и технологии производства мощных гидротурбин и генераторов, установленных на Шекснинской и Угличской ГЭС Верхе-Волжского гидроузла[4]
- Сталинская премия первой степени (1950) — за разработку конструкций, изготовление и пуск в эксплуатацию новых усовершенствованных гидротурбин мощностью 102 000 л. с. для Днепрогэса имени В. И. Ленина
- Государственная премия СССР (1967) — за создание сверхмощных радиально-осевых турбин Братской ГЭС